# Skånes livsmedelsakademi

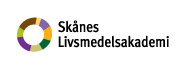
Akademins logotyp

Skånes livsmedelsakademi är ett nätverk med bas i Skåne med målet att utveckla Skåne till ett livsmedelscentrum för Europa. Medlemmarna är företag, organisationer, myndigheter, universitet och högskolor som representerar hela kedjan "från jord till bord".
Akademin bildades 1994, på näringslivets initiativ. Bakgrunden var det förestående svenska EU-inträdet och den ökade internationella konkurrensen. Akademin arbetar idag för att utveckla den skånska livsmedelsnäringen, bland annat genom att höja innovationstakten och förädlingsvärdena i industrin. 
Det största projektet är "Livsmedelsakademin Innovation". 
Livsmedelsakademin Innovation löper över tio år och finansieras av Vinnova med motfinansiering från näringen – företag, universiteten i Skåne, Region Skåne och Länsstyrelsen i Skåne län.
Visionen är att genom samarbete och innovation skapa god och hälsosam mat för fler. Detta ska ske genom att:
- Skapa mötesplatser i gränslandet mellan kunskapsområden
- Leda och driva utvecklingen av innovativa produkter, tjänster och projekt
- Ta vara på kunskap, initiativ och entreprenörer
- Bidra till kunskap om ledning och genomförande av innovationsprocessen

Målet för Livsmedelsakademin Innovation är att skapa produkter, tjänster och koncept med höga förädlingsvärden genom:
- Stöd till innovativa projekt och entreprenörer
- Stöd till forskningsinsatser
- Innovationsutbildning
- Mötesplatser för kunskap kompetens och idéer

Livsmedelsakademin arbetar också för att locka fler unga människor in i livsmedelsnäringen. Via akademins "karriärsajt" kan man söka stipendier, exjobb, tranieeprogram och sommarjobb. 